# مونیکا ویتی
مونیکا ویتی (به ایتالیایی: Monica Vitti) با نام اصلی ماریا لوییزا سچیارلی (۳ نوامبر ۱۹۳۱ – ۲ فوریه ۲۰۲۲) بازیگر اهل ایتالیا بود که بیشتر برای بازی در فیلم‌های میکل‌آنجلو آنتونیونی در اوایل دهه ۱۹۶۰ (میلادی) شناخته می‌شد.

## زندگی
مونیکا ویتی با نام اصلی ماریا لوییزا سچیارلی در ۲ نوامبر ۱۹۳۱ در شهر رم زاده شد. در ایام نوجوانی در چند فیلم آماتور بازی کرد. ویتی در رشته بازیگری در آکادمی ملی هنرهای نمایشی رم (فارغ‌التحصیل سال ۱۹۵۳) و در کالج پیتمن تحصیل کرد.
میکل‌آنجلو آنتونیونی و ویتی در اواخر دهه ۱۹۵۰ (میلادی) با یکدیگر آشنا شدند. رابطه آنها تا بعد از ساخته شدن فیلم ماجرا قوی‌تر شد. اما آنها تا اواخر دهه ۱۹۶۰ (میلادی) هیچ فیلمی با یکدیگر نساختند و رابطه‌شان رو به سردی رفت تا در نهایت به صورت رسمی از یکدیگر جدا شدند. در مصاحبه‌ای که بعدها ویتی داشت گفت که آنتونیونی رابطه را تمام کرده‌است. مونیکا ویتی پس از کار با آنتونیونی ویتی بیشتر تمرکز خود را بر روی بازی در فیلم‌های کمدی گذاشت و فیلم‌های زیادی با ماریو مونیچلی کارگردان ایتالیایی ساخت. ویتی در نقش‌های مقابل بازیگران بزرگی همچون مارچلو ماسترویانی، ریچارد هریس، درک بوگارد و آلن دلون بازی کرده بود. مونیکا ویتی در سال ۱۹۹۵ با روبرتو روسو ازدواج کرد که از ۱۹۷۵ با یکدیگر زندگی می‌کردند.
مونیکا ویتی زندگی‌نامه خود را در دهه ۱۹۹۰ (میلادی) با نام تختی مانند گل رز منتشر کرد مه به یکی از پرفروش‌ترین کتاب‌ها در ایتالیا تبدیل شد و وارد متون درسی مدارس و دانشگاه‌ها شد. او در آن زمان گفت: «موفقیت کتاب، شگفت‌انگیزترین اتفاقی است که برای من رخ داده است؛ هزار بار بهتر از بردن یک اسکار.»

## درگذشت
مونیکا ویتی در ۹۰ سالگی درگذشت. وزیر فرهنگ ایتالیا او را «ملکه سینمای ایتالیا» توصیف کرد.

## جوایز و افتخارات
ویتی موفق به کسب پنج جایزه دیوید دی دوناتلو برای بهترین بازیگر زن، هفت جایزه گلدن گلاب ایتالیا برای بهترین بازیگر زن، یک جایزه گلدن گلاب ایتالیا برای دستاورد هنری و یک جایزه شیر طلایی جشنواره فیلم ونیز برای دستاورد هنری شده‌است.

## بخشی از فیلم‌شناسی
| سال  | عنوان                    | توضیحات |
| ---- | ------------------------ | --- |
| ۱۹۵۴ | خنده، خنده، خنده         | |
| ۱۹۵۵ | آدریان لوکوورر           | |
| ۱۹۵۸ | پنجره                    | |
| ۱۹۶۰ | ماجرا                    | جایزه جام طلایی نامزد—جایزه بفتای بهترین بازیگر نقش اول زن نامزد—روبان نقره‌ای بهترین بازیگر نقش مکمل زن                                                                   |
| ۱۹۶۱ | شب                       | روبان نقره‌ای بهترین بازیگر نقش مکمل زن |
| ۱۹۶۱ | آکاتونه                  | |
| ۱۹۶۲ | کسوف                     | نامزد—روبان نقره‌ای بهترین بازیگر زن |
| ۱۹۶۲ | سه داستان از عشق         | دیوید دی دوناتلو |
| ۱۹۶۳ | جنون تابستانی            | |
| ۱۹۶۳ | شیرین و ترش              | |
| ۱۹۶۴ | صحرای سرخ                | جام طلایی برای بهترین بازیگر زن |
| ۱۹۶۴ | نعلبکی بال‌دار            | |
| ۱۹۶۵ | دختران زیبا              | |
| ۱۹۶۶ | پری‌ها                    | |
| ۱۹۶۸ | دختری با هفت تیر         | جایزه دیوید دی دوناتلو بهترین بازیگر زن روبان نقره‌ای بهترین بازیگر زن جایزه گلدن گلوب ایتالیایی برای بهترین بازیگر زن جام طلایی برای بهترین بازیگر زن                     |
| ۱۹۷۰ | حسادت به سبک ایتالیایی   | جایزه گلدن گلوب ایتالیایی برای بهترین بازیگر زن |
| ۱۹۷۰ | زن و شوهر                | |
| ۱۹۷۰ | صلح‌طلب                   | |
| ۱۹۷۲ | ترزای دزد                | نامزد—روبان نقره‌ای بهترین بازیگر زن |
| ۱۹۷۴ | شبح آزادی                | |
| ۱۹۷۵ | اردک در سس پرتقال        | جایزه دیوید دی دوناتلو بهترین بازیگر زن روبان نقره‌ای بهترین بازیگر زن |
| ۱۹۷۵ | ماجرا اینگونه آغاز می‌شود | |
| ۱۹۷۸ | عشق‌های من                | جایزه دیوید دی دوناتلو بهترین بازیگر زن |
| ۱۹۷۹ | رابطه تقریباً کامل        | |
| ۱۹۷۹ | بسترهای بی‌بندوبار        | |
| ۱۹۸۳ | لاسیدن                   | خرس نقره‌ای جشنواره بین‌المللی فیلم برلین جایزه گلدن گلوب ایتالیایی برای بهترین بازیگر زن نامزد—جایزه دیوید دی دوناتلو بهترین بازیگر زن نامزد—روبان نقره‌ای بهترین بازیگر زن |